# ミネラル (七緒香の曲)
「ミネラル」は、七緒香の3枚目のシングル。

## 内容
B'zのギタリスト、松本孝弘が作曲・プロデュースを手がけた作品の3枚目のシングル。表題曲はアルバム未収録で、カップリングのバラード曲「アノヒト」のみ、第1作のアルバム『七音』に収録されており、後に松本がセルフカバーした。
フジテレビ『中華一番!』の中期エンディングテーマで、同アニメのサントラにTVバージョンが収録されている。中国を舞台にした話であるにもかかわらず1番のサビに「大和魂」という語があるため、その部分のみ2番の歌詞を歌っている。

## 収録曲
1. ミネラル
作詞：七緒香、作曲：松本孝弘、編曲：松本孝弘・徳永暁人
2. アノヒト
作詞：七緒香、作曲：松本孝弘、編曲：松本孝弘・徳永暁人
3. ミネラル (original karaoke)

## 参加ミュージシャン
- 松本孝弘 - ギター
- 生沢佑一（TWINZER） - コーラス
- 宇徳敬子 - コーラス

## 収録アルバム
- サウンドトラック『中華一番! Special TV On Air MIx & Original Sound Track』 (M-01)
- コンピレーションアルバム『It's TV SHOW!!』 (M-01)